# 잔트하우젠

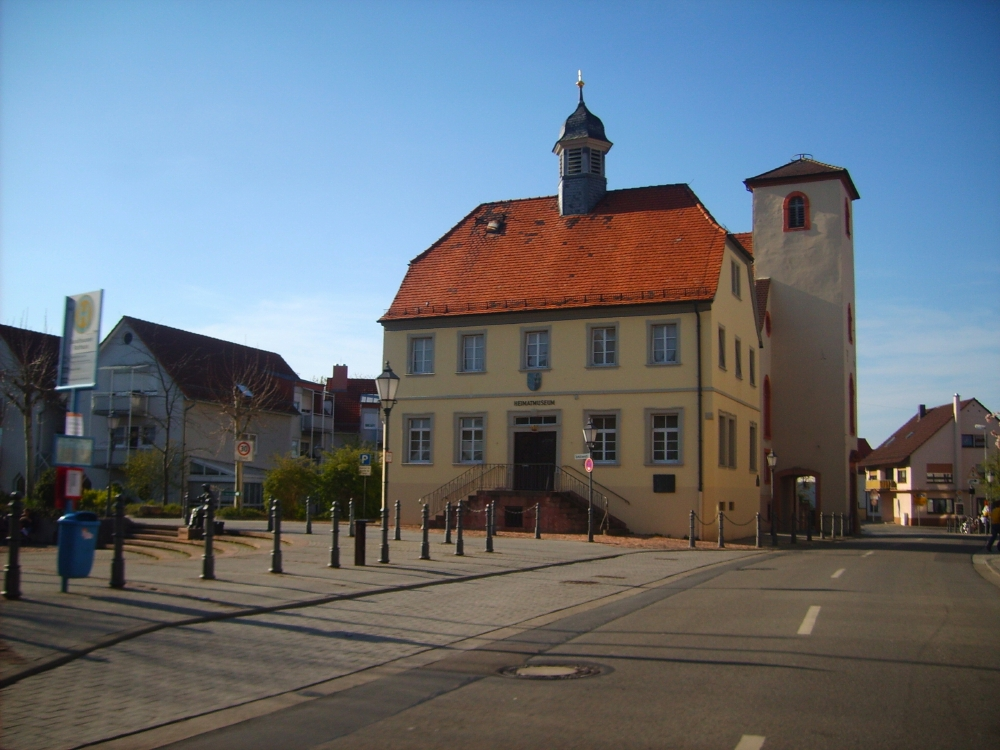
잔트하우젠 구 시청

잔트하우젠(독일어: Sandhausen)은 독일 바덴뷔르템베르크주에 위치한 도시로 면적은 14.55km2, 인구는 14,672명(2014년 12월 31일 기준), 인구 밀도는 1,000명/km2이다. 행정 구역상으로는 카를스루에 현에 속한다. 하이델베르크에서 남쪽으로 7km 정도 떨어진 곳에 위치한다.

시 문장